# Haworthia glabrata
Haworthia glabrata és una espècie de planta suculenta que pertany a la família de les de les asfodelàcies (Asphodelaceae). És originària de Sud-àfrica.

## Descripció
Es una planta suculenta perennifòlia amb 30-40 fulles disposades en roseta de 26 cm de diàmetre; les fulles són llancejades, acuminades amb limbe deltoide, de 15 cm de llarg, i 3 cm d'ample, de color verd glauc, quasi planes i sense tubercles en l'anvers, arrodonides en el revers i caigudes cap a la zona apical, amb tubercles blanquinosos dispersos de mida petita. La inflorescència està formada amb peduncle i està ramificada, en forma de raïms, amb bràctees deltoides.

## Distribució
Haworthia glabrata està molt estès a la província sud-africana del Cap Oriental.

## Taxonomia
La primera descripció d'Aloe glabrata de Joseph zu Salm-Reifferscheidt-Dyck es va publicar el 1834. John Gilbert Baker va situar l'espècie al gènere Haworthia fet que va ser publicat a J. Linn. Soc., Bot. 18: 206, a l'any 1880.
Sinonímia
- Aloe glabrata Salm-Dyck
- Aloe glabrata var. concolor Salm-Dyck
- Aloe glabrata var. perviridis Salm-Dyck
- Catevala glabrata (Salm-Dyck) Kuntze
- Haworthia glabrata var. concolor (Salm-Dyck) Baker
- Haworthia glabrata var. perviridis (Salm-Dyck) Baker[7]